# مازلر ام‌تی۹۰۰

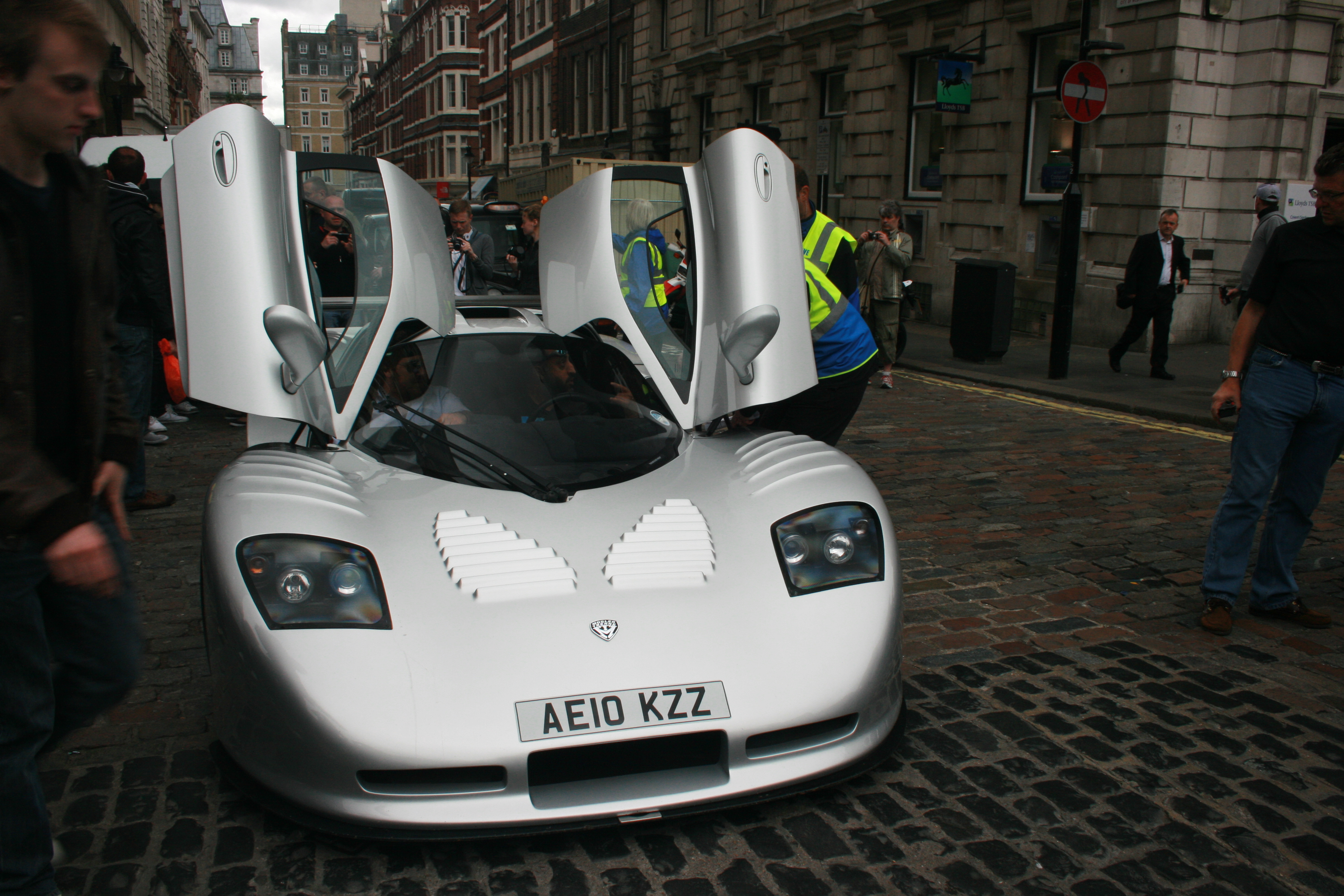

مازلر ام‌تی۹۰۰ (Mosler MT۹۰۰) نام یک خودروی سوپر اسپورت ساخت مشترک آمریکا و انگلیس است.
این اتومبیل از سال ۲۰۰۱ تاکنون تنها ۱۴ عدد از آن تولید شده‌است و طراحی آن خودروهای موتور وسط عقب-محور عقب بوده است.
کمپانی سازنده این خودروی سوپر اسپورت یک شرکت اتومبیل سازی امریکایی بنام مازلر آتوموتیو است.